# Пинта (јединица мере)
Пинта је енглеска (англосаксонска) јединица мере за запремину.
- Енглеска пинта износи 568 милилитара или 20 унци
- Америчка пинта има 473 милилитара или 16 унци